# Герман от Гранфелден
Герман от Гранфелден (на немски: Germanus von Granfelden, * ок. 612, Трир, † 675, Мутие, кантон Берн, Швейцария) е първият игумен на манастир Мутие-Грандвал в Швейцария и християнски Светия.

## Биография
Герман произлиза от влиятелена сенаторска фамилия от Трир. Той става монах и отива първо в манастир Ремирмон при Мец, по-късно в манастир Люксьой (Luxeuil). През 640 г. игуменът Валдеберт от Люксьой († ок. 668), го прави ръководител на новооснования манастир Мутие-Грандвал, където е игумен 35 години.
През 675 г. той е на преговори заедно с придружителя му Рандоалд в Courtételle югозападно от Дьолемон с елзаския херцог Етихо, който иска да подчини територията. На връщане за манастира двамата са убити от привърженици на херцога.
Неговият ден за почит е на 21 февруари. Неговият игуменски жезъл е още запазен и се намира в Musée jurassien d’art et d’histoire в Дьолемон.